# Teresa Sales Beltrán
Teresa Sales Beltrán (Castellón de la Plana, Plana Alta, 1895 - siglo XX) fue una obrera sindicalista española.

## Biografía
De familia de labradores, vivían en la calle de San Roque de Castellón y estaban afiliados al Partido Socialista y al Centro Obrero de Castellón, que desde 1930 se independizó y formó la Federación Nacional de Trabajadores de la Tierra, adherida a UGT. Teresa Sales Beltrán, que trabajaba en un almacén de naranjas, se afilió desde muy joven al sindicato del ramo llamado El Despertar Femenino y en 1937 fue vicepresidenta de su Junta directiva. Este sindicato tenía una larga tradición en Castellón, ya que había aprobado su primer reglamento en 1913. El sindicato pretendía igualar los salarios femeninos con los de los trabajadores; pedir una legislación más favorable hacia las trabajadoras; realizar denuncias de las empleadas ante los abusos de los patronos o encargados y aumentar las relaciones de solidaridad con otros sindicatos femeninos del mismo ramo en toda España. Las obreras podían afiliarse a los 16 años, pero no tenían derecho al voto hasta los 18 años, aunque sí a ser escuchadas en las Juntas Generales. Sin embargo, la administración financiera del sindicato femenino todavía era gestionada por sus compañeros del Centro Obrero, ya que no consideraban a las mujeres suficientemente preparadas para estos fines.
El Despertar Femenino, al que pertenecía Teresa Sales, fue uno de los más veteranos y destacados por el número de socias en la ciudad de Castellón y en los pueblos de su comarca: llegó a tener 5.573 socias entre 1913 y 1938.
La estrategia de lucha a favor de las mujeres trabajadoras ya la demostró este sindicato en los años 1920 y 1921, cuando la crisis de la naranja por la paralización de las exportaciones a Europa debido a la Primera Guerra Mundial; pero durante la Segunda República y ante la crisis económica que se vivía también mostró su madurez y capacidad de lucha reivindicativa. En 1934 hubo un intento de huelga general para la aplicación de las bases del trabajo aprobadas por el jurado mixto, por el que se pedía ante la crisis que solo hubiera hombres en la recolección de las naranjas, excluyendo a las trabajadoras. Tras la presión ejercida por las mujeres de El Despertar Femenino, se consiguió que fueran las que eran cabeza de familia como las viudas, solteras emancipadas de los padres o casadas que tuvieron sus maridos incapacitados para trabajar.
Otro movimiento de protesta lo organizaron las obreras de El Despertar Femenino en mayo de 1936, ante la preferencia que mostraban los patrones comerciantes de los almacenes de naranjas para contratar primero a las mujeres afiliadas en la Buena Unión -a las que llamaban "amarillas"-, sindicato católico cuyas obreras eran más dóciles ante los patrones. Este problema venía de años anteriores, en especial desde los años 20 cuando se creó el sindicato católico. El sindicato socialista pedía que los contratos se hicieran a través de la oficina de colocación por riguroso orden de contratación; a esta oficina debían acudir tanto los patrones como las trabajadoras. El 4 de mayo declararon formalmente una huelga, y al final consiguieron del gobernador que las contrataciones por parte de los patrones se hicieran en el sindicato El Despertar Femenino.
Teresa Sales es un símbolo de las diversas luchas realizadas por el colectivo femenino de las trabajadoras de la naranja en Castellón y sus comarcas para conseguir una mayor autonomía y una mejora de sus condiciones de trabajo, en un marco especialmente favorable como fue la Segunda República.